# Чехия на зимних Олимпийских играх 2002
Чехия принимала участие в Зимних Олимпийских играх 2002 года в Солт-Лейк-Сити (США) в третий раз за свою историю, и завоевала одну золотую и две серебряные медали. Сборную страны представляли 19 женщин.

## Золото
- фристайл, мужчины — Алеш Валента.

## Серебро
- Лыжные гонки, женщины, дуатлон 5 км + 5 км — Катержина Нойманова.
- Лыжные гонки, женщины, 15 км — Катержина Нойманова.